# Josef Schüttler
Josef Schüttler (* 11. Dezember 1902 in Fredeburg, heute Bad Fredeburg, Stadt Schmallenberg im Sauerland; † 7. Oktober 1972 in Singen (Hohentwiel)) war ein deutscher Politiker der CDU.

## Leben
Schüttler besuchte in Fredeburg die Schule und machte anschließend eine Lehre als Maschinenbauer und Schlosser. 1920 schloss er sich dem Christlichen Metallarbeiter-Verband an, dessen hauptamtlicher Sekretär er wurde. Dadurch kam er nach Singen am Hohentwiel, wo er nach 1933 in einer Weinhandlung arbeitete, weil er seine Ämter aus politischen Gründen hatte aufgeben müssen. Während des Zweiten Weltkriegs arbeitete er in der Rüstungsindustrie und war auch kurzzeitig Soldat.
Seit 1945 engagierte sich Schüttler in der IG Metall, deren Geschäftsführer er für den Raum Bodensee wurde. Dieses Amt übte er bis 1956 aus. Zugleich war er in der CDU politisch aktiv, für die er 1945 in den Gemeinderat der Stadt Singen gewählt wurde. Ab 1946 saß er für vier Jahre in der verfassunggebenden Landesversammlung und im Landtag von Südbaden. 1949 wurde er, wie auch 1953 und 1957, für den Wahlkreis Konstanz direkt in den Deutschen Bundestag gewählt, dem er bis 1961 angehörte.
Am 23. Juni 1960 holte ihn Ministerpräsident Kurt Georg Kiesinger als Arbeitsminister von Baden-Württemberg in sein Kabinett, weswegen Schüttler 1961 auf eine erneute Kandidatur für den Bundestag verzichtete. Das Ministeramt übte Schüttler auch unter Ministerpräsident Hans Filbinger aus, gab es aber 1968 aus gesundheitlichen Gründen auf und war in der neuen Landesregierung aus CDU und SPD nicht mehr vertreten. Vier Jahre später erlag er den Folgen seiner Zuckerkrankheit.
Schüttler war verheiratet mit Luise geb. Vetter und hatte drei Kinder.

## Ehrungen
- 1966: Großes Verdienstkreuz mit Stern und Schulterband der Bundesrepublik Deutschland